# Granier
Granier – miejscowość i dawna gmina we Francji, w regionie Owernia-Rodan-Alpy, w departamencie Sabaudia. W 2013 roku jej populacja wynosiła 368 mieszkańców. 
W dniu 1 stycznia 2016 roku z połączenia trzech ówczesnych gmin – Aime, Granier oraz Montgirod – utworzono nową gminę Aime-la-Plagne. Siedzibą gminy została miejscowość Aime. 